# Modelatge d'elevació
El modelatge d'elevació, també conegut com a modelització incremental, model d'elevació real o modelatge net, és una tècnica de modelització predictiva que modela directament l'impacte incremental d'un tractament (com ara una acció de màrqueting directe) en el comportament d'un individu.
El modelatge Uplift té aplicacions en la gestió de relacions amb els clients per al modelatge de vendes addicionals, de venda creuada i de retenció. També s'ha aplicat a les eleccions polítiques i a la medicina personalitzada. A diferència del concepte de predicció diferencial relacionat en psicologia, Uplift Modeling assumeix un agent actiu.

## Introducció
El modelatge d'elevació utilitza un control científic aleatori no només per mesurar l'eficàcia d'una acció, sinó també per construir un model predictiu que prediu la resposta incremental a l'acció. La resposta pot ser una variable binària (per exemple, una visita al lloc web) o una variable contínua (per exemple, els ingressos dels clients). El modelatge d'elevació és una tècnica d'extracció de dades que s'ha aplicat principalment a les indústries de serveis financers, telecomunicacions i màrqueting directe minorista per augmentar les vendes, vendes creuades, abandonar i mantenir activitats.

## Modelatge de resposta tradicional
El modelatge de respostes tradicional normalment pren un grup de clients tractats i intenta construir un model predictiu que separi els probables responents dels que no responen mitjançant l'ús d'una d'una sèrie de tècniques de modelització predictiva. Normalment s'utilitzarien arbres de decisió o anàlisi de regressió.
Aquest model només utilitzaria els clients tractats per construir el model.
En canvi, la modelització d'elevació utilitza tant els clients tractats com els de control per construir un model predictiu que se centra en la resposta incremental. Per entendre aquest tipus de models es proposa que hi hagi una segmentació fonamental que separa els clients en els següents grups (els seus noms van ser suggerits per N. Radcliffe:
- Els Persuadables: clients que només responen a l'acció de màrqueting perquè van ser objectiu.
- Les coses segures: clients que haurien respost tant si eren objectiu com si no.
- Les causes perdudes: clients que no respondran independentment de si estan o no objectiu.
- Els gossos No Molestis o Dormir: clients que tenen menys probabilitats de respondre perquè van ser objectiu.

L'únic segment que proporciona veritables respostes incrementals són els Persuadables.
El modelatge d'elevació proporciona una tècnica de puntuació que pot separar els clients en els grups descrits anteriorment.
El modelatge de respostes tradicional sovint s'orienta a les coses segures que no poden distingir-les dels persuadables.